# رونالد ووترینگ

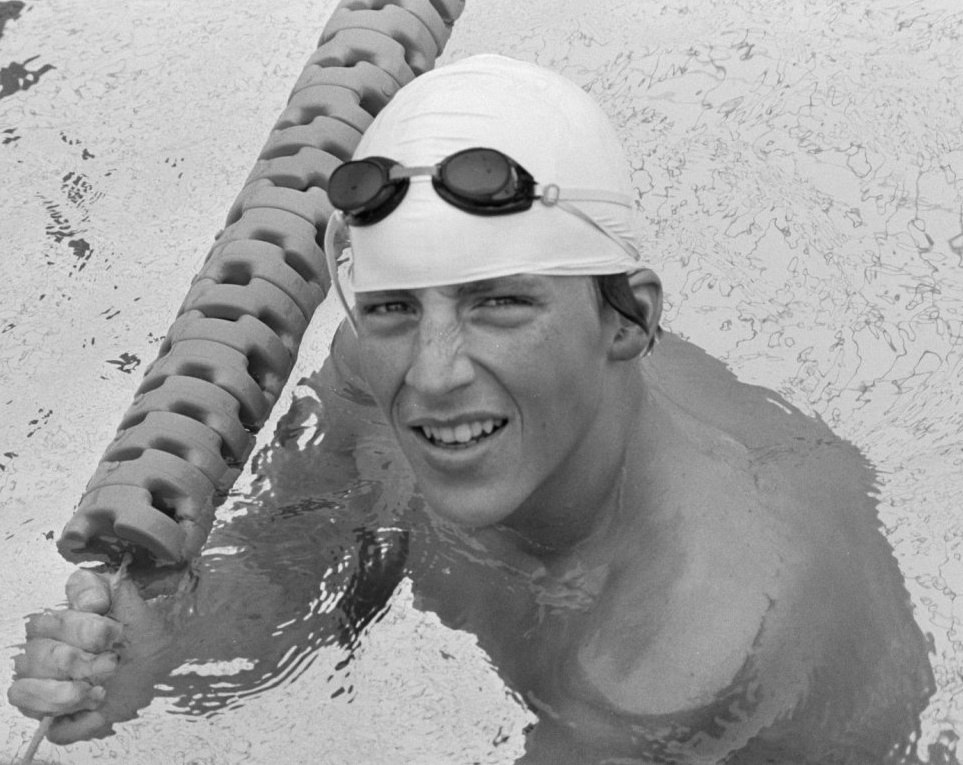
رونالد ووترینگ، شناگر هلندی‌تبار در سال ۱۹۷۴

رونالد ووترینگ (به انگلیسی: Ronald Woutering) (زادهٔ ۲۴ آوریل ۱۹۵۹) شناگر بازنشسته اهل هلند است. او در المپیک سال 1976 در رشته 200 متر پروانه و 400 متر مختلط به رقابت پرداخت اما از از راهیابی به دور نهایی بازماند.